# Moreno De Pauw
Moreno De Pauw (* 12. August 1991 in Sint-Niklaas) ist ein ehemaliger belgischer Radrennfahrer, der auf Bahn und Straße aktiv war.

## Sportliche Laufbahn
Moreno De Pauw stammt aus einer Radsport-Familie. 2006 wurde er belgischer Jugendmeister im Sprint, in der Einerverfolgung Zweiter und im 500-Meter-Zeitfahren Dritter. Im Jahr darauf wurde er, ebenfalls in der Jugendklasse, dreifacher belgischer Meister, in der Einerverfolgung, im Zeitfahren sowie mit Gijs Van Hoecke im Zweier-Mannschaftsfahren; im Sprint wurde er Vize-Meister. 2008 startete er bei den Junioren und errang den nationalen Meistertitel im Zeitfahren, in der Verfolgung und im Omnium; in der Mannschaftsverfolgung wurde er Zweiter der Meisterschaft, gemeinsam mit Niels Van Laer, Ken De Fauw und Van Hoecke. Bei den UCI-Junioren-Weltmeisterschaften 2008 errang er die Silbermedaille im Omnium. 2009 wurde er belgischer Vize-Meister der Junioren im Omnium.
2012 belegte De Pauw bei den Bahn-Europameisterschaften 2012 (U23) Rang drei in der Mannschaftsverfolgung, gemeinsam mit Jasper De Buyst, Gijs Van Hoecke und Joris Cornet. Er war auch für die Olympischen Spiele in London für die Mannschaftsverfolgung gemeldet, wurde aber nicht eingesetzt.
Mit seinem Landsmann Kenny De Ketele gewann De Pauw das Londoner Sechstagerennen 2015. Im Jahr darauf errang er bei den belgischen Meisterschaften im Bahnradsport insgesamt fünf nationale Titel und wurde gemeinsam mit De Ketele Dritter im Zweier-Mannschaftsfahren bei den Europameisterschaften. 2017 errang Moreno De Pauw gemeinsam mit De Ketele die Bronzemedaille im Zweier-Mannschaftsfahren bei den Bahnweltmeisterschaften. Mit Fabio Van den Bossche belegte er bei den Europaspielen 2019 im Zweier-Mannschaftsfahren Rang vier.
Im November 2019 bestritt De Pauw in Gent sein letztes Sechstagerennen und nahm anschließend Abschied vom Leistungsradsport, kehrte aber noch einmal zum Berliner Sechstagerennen 2020 zurück und gewann dieses mit Wim Stroetinga.

## Erfolge
| 2008 - Belgischer Meister – 1000-m-Zeitfahren (Junioren) - Belgischer Meister – Einerverfolgung (Junioren) - Belgischer Meister – Omnium (Junioren) - Weltmeisterschaft – Omnium (Junioren) 2011 - U23-Europameisterschaft – Omnium 2012 - U23-Europameisterschaft – Mannschaftsverfolgung mit Joris Cornet, Jasper De Buyst und Gijs Van Hoecke - Belgischer Meister – Madison mit Nicky Cocquyt 2013 - Belgischer Meister – Omnium - Belgischer Meister – Scratch - Belgischer Meister – Madison mit Nicky Cocquyt - eine Etappe An Post Rás 2014 - Belgischer Meister – 1000-Meter-Zeitfahren 2015 - Belgischer Meister – Omnium - Belgischer Meister – Punktefahren - Belgischer Meister – 1000-Meter-Zeitfahren - Londoner Sechstagerennen mit Kenny De Ketele | 2016 - Belgischer Meister – Omnium - Belgischer Meister – 1000-Meter-Zeitfahren - Belgischer Meister – Madison - Belgischer Meister – Scratch - Belgischer Meister – Ausscheidungsfahren - Berliner Sechstagerennen mit Kenny De Ketele - Europameisterschaft – Zweier-Mannschaftsfahren (mit Kenny De Ketele) - Londoner Sechstagerennen mit Kenny De Ketele 2017 - Weltmeisterschaft – Zweier-Mannschaftsfahren (mit Kenny De Ketele) - Belgischer Meister – Punktefahren, Zweier-Mannschaftsfahren (mit Kenny De Ketele) - Finale Six Day Series in Palma (mit Kenny De Ketele) - Sechstagerennen von Gent (mit Kenny De Ketele) 2018 - Sechstagerennen von Rotterdam (mit Kenny De Ketele) 2019 - Sechstagerennen von Kopenhagen (mit Kenny De Ketele) - Europaspiele – Zweier-Mannschaftsfahren (mit Fabio Van den Bossche) 2020 - Sechstagerennen von Berlin (mit Wim Stroetinga) - Belgischer Meister – Zweier-Mannschaftsfahren (mit Lindsay De Vylder) |

## Teams
- 2014 Topsport Vlaanderen-Baloise
- 2015 Topsport Vlaanderen-Baloise
- 2016 Topsport Vlaanderen-Baloise
- 2017 Sport Vlaanderen-Baloise
- 2018 Sport Vlaanderen-Baloise
- 2019 Sport Vlaanderen-Baloise